# Jerker Svensson
Jerker Uno Svensson, född 18 juli 1897 i Vankiva församling, Kristianstads län, död 30 december 1956 i Göteborg (Lundby), var en svensk förbundsordförande och riksdagspolitiker (socialdemokrat).
Svensson var ordförande i Sjöfolksförbundet från 1945. Han var ledamot av riksdagens andra kammare från 1949, invald i Göteborgs stads valkrets.